# Sa vie dans les yeux d'une poupée
Sa vie dans les yeux d'une poupée est un roman policier français écrit par Ingrid Desjours, publié chez Plon en 2013.

## Thème
Barbara est une jeune esthéticienne qui dès la fin de sa journée de travail retourne s'occuper de sa mère aveugle chez qui elle vit. Sa seule passion est sa collection de poupées de porcelaine. Un soir, alors qu'elle vient d'acheter une nouvelle poupée, elle est victime d'un viol en traversant un parc.
Marc est capitaine de police. Il a eu un grave accident de voiture dans lequel sa femme a été tuée. Lui-même en garde de grave séquelles.
Des hommes qui ont un rendez-vous avec une call-girl sont torturés et extorqués de leur argent par celle-ci. Marc est chargé de l’enquête.

## Personnages principaux
- Barbara Bilessi : jeune esthéticienne, collectionneuse de poupées, vivant chez sa mère aveugle
- Marc Pèrcolès : capitaine de police handicapé et dépressif à la suite d'un accident
- Ange Gardeni : commandant de police, ami de Marc
- Raoul Moncet : garagiste qui se lie avec Barbara
- Marthe Bilessi : mère de Barbara, aveugle, vivant recluse dans un petit appartement avec sa fille

## Éditions
- Ingrid Desjours. Sa vie dans les yeux d'une poupée, Paris, Plon, 2013, 336 p.  (ISBN 978-2-259-21399-8)
- Ingrid Desjours. Sa vie dans les yeux d'une poupée, Paris, Pocket no 15895, 2014, 352 p.  (ISBN 978-2-266-24761-0)